# 阿拉尔·卡里斯
阿拉尔·卡里斯（1958年3月26日—），爱沙尼亚生物学者、政治人物及现任总统。
自2018年起他担任爱沙尼亚国家博物馆馆长。2013至2018年间他担任爱沙尼亚国家审计署署长。2007至2012年间他担任塔尔图大学校长。
2021年8月31日，爱沙尼亚国会以72票的支持率推选他为爱沙尼亚总统。他在2021年10月11日正式任职。

## 荣誉

### 爱沙尼亚勋章奖章
- 四等白星勋章（英语：Order of the White Star）（2007年2月7日批准，2007年2月23日颁发[3]）

### 外国勋章奖章
- 一等智者雅罗斯拉夫王公勋章（英语：Order of Prince Yaroslav the Wise）（乌克兰，2024年8月23日公布[4]）